# Maszynostroitiel Psków
Maszynostroitiel Psków (ros. Футбольный клуб «Машиностроитель» Псков, Futbolnyj Kłub "Maszinostroitiel" Pskow) – rosyjski klub piłkarski z siedzibą w Pskowie.

## Historia
Chronologia nazw:
- 1970: Elektron Psków (ros. «Электрон» Псков)
- 1971—1998: Maszynostroitiel Psków (ros. «Машиностроитель» Псков)

Piłkarska drużyna Elektron została założona w 1970 w Pskowie.
W 1970 debiutował w Klasie B Mistrzostw ZSRR.
W latach 1971-1974 jako Maszynostroitiel Psków występował w Drugiej Lidze.
W 1990 i 1991 występował w Drugiej Niższej Lidze.
W Mistrzostwach Rosji startował w Drugiej Lidze, grupie 4, w której występował przez dwa sezony, a od 1994 w Trzeciej Lidze. Po sezonie 1997 klub stracił status klubu profesjonalnego.
W 1998 klub startował Trzeciej Lidze, grupie 4, ale po 7 kolejce został zawieszony z dalszych występów przez niedopłatę wstępnego. Potem był zmuszony występować w mistrzostwach amatorskich, gdzie zajął przedostatnie 11 miejsce, po czym został rozformowany.
Tradycje piłki nożnej w Pskowie kontynuował nowo powstały w 1998 klub FK Psków.

## Sukcesy
- 7 miejsce w Pierwszej Lidze ZSRR:

1973, 1973
- 2 miejsce w Rosyjskiej Drugiej Lidze, grupie Zachodniej:

1992
- 1/64 finału w Pucharze Rosji:

1994, 1996

## Znani piłkarze
- / Dmitrij Aleniczew
- / Armands Zeiberliņš

## Inne
- Pskow-747 Psków